# Пам'ятки історії Ізюмського району
У Ізюмському районі Харківської області на обліку перебуває 48 пам'яток історії.
| № п/п | Охоронний номер пам’ятки | Місце знаходження, (адреса) пам’ятки                     | Найменування пам’ятки | Автор, дослідник пам’ятки.Дата відкриття        | Матеріал, з якого виготовлений пам’ятник. Основні розміри                            | Категорія охорони пам’ятки | Номер і дата рішення державних органів про взяття пам’ятки під охорону | Охоронна зона                                                            |
| ----- | ------------------------ | -------------------------------------------------------- | --- | ----------------------------------------------- | ------------------------------------------------------------------------------------ | -------------------------- | ---------------------------------------------------------------------- | ------------------------------------------------------------------------ |
| 1.    | 994                      | с. Олександрівка Олександрівської с/р                    | Братська могила і пам'ятний знак воїнам-односельцям. Поховано 45 воїнів. 1942 р., 1943 р., 1941–1945 рр.                                            | Харківська скульптурна фабрика 1973 р.          | Скульптура — 3,0 м, з/б Постамент — 3,0х1,1х1,1 м, цегла, цемент                     | Місцева                    | № 61 від 25.01.72 р.                                                   | 25 м (Наказ правління культури і туризму від 10.09.09. № 234)            |
| 2.    | 979                      | с. Бабенкове Бригадирівської с/р                         | Братська могила радянських воїнів. Поховано 240 воїнів. 1942 р., 1943 р.                                                                            | Харківська скульптурна фабрика 1954 р.          | Скульптура — 2,0 м, з/б Постамент — 2,0х2,0х2,5 м, цегла, цемент                     | -<<-                       | -<<-                                                                   | 25 м (Наказ правління культури і туризму від 10.09.09. № 234)            |
| 3.    | 976                      | с. Бражківка Малокомишуваської с/р                       | Братська могила радянських воїнів. Поховано 259 воїнів. 1942 р., 1943 р.                                                                            | Харківська скульптурна фабрика 1953 р.          | Скульптура — 2,5 м, з/б Постамент — 3,0х2,34х2,34 м, цегла, цемент                   | -<<-                       | -<<-                                                                   | 25 м (Наказ правління культури і туризму від 10.09.09. № 234)            |
| 4.    | 977                      | с. Бригадирівка Бригадирівської с/р, у центрі села       | Братська могила радянських воїнів. Поховано 52 воїни. 1941 р., 1942 р., 1943 р.                                                                     | Харківська скульптурна фабрика 1953 р.          | Скульптура — 2,5 м, з/б Постамент — 3,5 м, цегла, цемент                             | -<<-                       | -<<-                                                                   | 25 м (Наказ правління культури і туризму від 10.09.09. № 234)            |
| 5.    | 1000                     | -<<-                                                     | Пам'ятник воїнам-односельцям. 1941–1945 рр. | Харківська скульптурна фабрика 1969 р.          | Стела — 2,5х7,5х0,5 м, з/б                                                           | -<<-                       | -<<-                                                                   |                                                                          |
| 6.    | 978                      | с. Бугаївка Бугаївської с/р                              | Братська могила радянських воїнів. Поховано 101 воїн. 1942 р., 1943 р.                                                                              | Харківська скульптурна фабрика 1959 р.          | Скульптура — 2,5 м, з\б Постамент — 3,0 м, цегла, цемент                             | -<<-                       | -<<-                                                                   | 25 м (Наказ правління культури і туризму від 10.09.09. № 234)            |
| 7.    | 1010                     | -<<-                                                     | Пам'ятник воїнам-односельцям. 1941–1945 рр. | Харківська скульптурна фабрика 1970 р.          | Стела — 15,0×2,7 м, шлакоблок Меморіальні дошки — мармур                             | -<<-                       | -<<-                                                                   |                                                                          |
| 8.    | 979                      | с. Вірнопілля Малокомишуваської с/р                      | Братська могила радянських воїнів. Поховано 55 воїнів. 1942 р., 1943 р.                                                                             | Харківська скульптурна фабрика 1965 р.          | Скульптура — 2,5 м, з/б Постамент — 2,5х0,8х1,0 м цегла, цемент                      | -<<-                       | -<<-                                                                   | 25 м (Наказ правління культури і туризму від 10.09.09. № 234)            |
| 9.    | 972                      | Малокомишуваська с/р, на території колишнього с. Вікніне | Могила Розена А. Є., декабриста і його дружини — Розен Г. В., к. XIX ст.                                                                            | Харківська скульптурна фабрика 1975 р.          | Стела — 1,9х2,4х0,7 м, мармурова кришка                                              | -<<-                       | -<<-                                                                   |                                                                          |
| 10.   | 980                      | с. Глинське Левківської с/р                              | Братська могила і пам'ятний знак воїнам-односельцям. Поховано 78 воїнів. 1942 р., 1943 р., 1941–1945 рр.                                            | Харківська скульптурна фабрика 1957 р. 1983 р.  | Скульптура — 2,5 м, з/б Постамент — 4,0 м, цегла, цемент. Стела — 2,5х5,1х0,3 м, з/б | -<<-                       | -<<-                                                                   | 25 м (Наказ правління культури і туризму від 10.09.09. № 234)            |
| 11.   | 981                      | -<<-                                                     | Братська могила жертв фашизму. Поховано 60 чол. 1943 р.                                                                                             | Харківська скульптурна фабрика 1945 р.          | Обеліск — 2,2 м, метал Постамент — цегла, цемент                                     | -<<-                       | -<<-                                                                   | 25 м (Наказ правління культури і туризму від 10.09.09. № 234)            |
| 12.   | 982                      | с. Довгеньке Довгеньківської с/р                         | Братська могила радянських воїнів. Поховано 3200 воїнів. 1941 р., 1942 р., 1943 р.                                                                  | Харківська скульптурна фабрика 1956 р.          | Скульптура — 2,5 м, з/б Постамент — 3,0 м, цегла, цемент                             | -<<-                       | № 61 від 25.01.72 р.                                                   | 25 м (Наказ правління культури і туризму від 10.09.09. № 234)            |
| 13.   | 2139                     | -<<-                                                     | Могила Олійника М. В., воєнкома. 1920 р. | Харківська скульптурна фабрика 1975 р.          | Обеліск — 2,5х0,8х0,2 м, мармурова кришка                                            | Місцева                    | № 118 від 17.03.86р.                                                   |                                                                          |
| 14.   | 1011                     | -<<-                                                     | Пам'ятник воїнам-односельцям. 1941–1945 рр. | Харківська скульптурна фабрика 1969 р.          | Стела — 1,9х3,0х0,4 м, цегла, цемент                                                 | -<<-                       | № 61 від 25.01.72р.                                                    |                                                                          |
| 15.   | 983                      | с. Донецьке Малокомишуваської с/р                        | Братська могила радянських воїнів. Поховано 1940 воїнів. 1941 р., 1942 р., 1943 р.                                                                  | Харківська скульптурна фабрика 1975 р.          | Скульптура — 2,8 м, з/б Постамент — 3,0х2,2х2,2 м, цегла, цемент                     | -<<-                       | -<<-                                                                   | 25 м (Наказ правління культури і туризму від 10.09.09. № 234)            |
| 16.   | 1689                     | с. Забавне Левківської с/р                               | Братська могила жертв фашизму. 1943 р. | Харківська скульптурна фабрика 1978 р.          | Обеліск — 2,2 м, мармурова кришка                                                    | -<<-                       | № 13 від 12.01.81 р.                                                   | 25 м (Наказ правління культури і туризму від 10.09.09. № 234)            |
| 17.   | 984                      | с. Заводи Заводської с/р                                 | Братська могила радянських воїнів. Поховано 955 воїнів. 1943 р.                                                                                     | Харківська скульптурна фабрика 1951 р.          | Скульптура — 2,5 м, з/б Постамент — 3,0 м, цегла, цемент                             | -<<-                       | № 61 від 25.01.72р.                                                    | 25 м (Наказ правління культури і туризму від 10.09.09. № 234)            |
| 18.   | 2136                     | ст. Закомельська біля елеватора                          | Братська могила радянських воїнів. 1943 р. |                                                 | Вис. 1,5 м, метал                                                                    | -<<-                       | № 118 від 17.03.86р.                                                   | 25 м (Наказ правління культури і туризму від 10.09.09. № 234)            |
| 19.   | 985                      | с. Іванчуківка Іванчуківської с/р                        | Братська могила радянських воїнів. Поховано 200 воїнів. 1942 р., 1943 р.                                                                            | Харківська скульптурна фабрика 1959 р.          | Скульптура — 2,5 м, з/б Постамент — 3,0 м, цегла, цемент                             | -<<-                       | № 61 від 25.01.72р.                                                    | 25 м (Наказ правління культури і туризму від 10.09.09. № 234)            |
| 20.   | 978                      | с. Кам'янка Кам'янської с/р                              | Могила Вольховського В. Д. і Малиновського І. В., декабристів, к. XIX ст.                                                                           | Харківська скульптурна фабрика 1978 р.          | Стела — 2,2х1,5х0,8 м                                                                | -<<-                       | -<<-                                                                   |                                                                          |
| 21.   | 986                      | -<<-                                                     | Братська могила радянських воїнів. 1941 р.,1942 р., 1943 р.                                                                                         | Харківська скульптурна фабрика 1972 р., 1990 р. | Скульптура — 2,5 м, мармурова кришка Постамент — 1,0 м, цегла, цемент                | -<<-                       | -<<-                                                                   | 25 м (Наказ правління культури і туризму від 10.09.09. № 234)            |
| 22.   | 987                      | с. Капитолівка Капитолівської с/р                        | Братська могила радянсь/ких воїнів. Поховано 144 воїни. 1942 р., 1943 р.                                                                            | Харківська скульптурна фабрика 1955 .           | Скульптура — 3,0 м, з/б Постамент — 3,7х2,75х2,75 м, цегла, цемент                   | -<<-                       | -<<-                                                                   | 25 м (Наказ правління культури і туризму від 10.09.09. № 234)            |
| 23.   | 988                      | с. Комарівка Комарівської с/р                            | Братська могила радянських воїнів і пам'ятний знак воїнам-односельцям. Поховано 250 воїнів. 1942 р., 1943 р., 1941–1945 рр.                         | Харківська скульптурна фабрика 1977 р.          | Скульптура — 2,5 м, з/б Постамент — 1,0х1,7х2,8 м цегла, цемент                      | -<<-                       | -<<-                                                                   | 25 м (Наказ правління культури і туризму від 10.09.09. № 234)            |
| 24.   | 989                      | с. Крамарівка Левківської с/р                            | Братська могила радянських воїнів і пам'ятний знак воїнам-односельцям. Поховано 182 воїни. 1941 р., 1942 р., 1943 р., 1941–1945 рр.                 | Харківська скульптурна фабрика 1950 р.          | Скульптура — 2,75 м, з/б Постамент — 1,7×1,5 м, цегла, цемент                        | -<<-                       | -<<-                                                                   | 25 м (Наказ правління культури і туризму від 10.09.09. № 234)            |
| 25.   | 990                      | с. Куньє Куньєвської с/р                                 | Братська могила радянських воїнів. Поховано 49 воїнів. 1942 р., 1943 р.                                                                             | Харківська скульптурна фабрика 1980 р.          | Скульптура — 2,5 м, з/б Постамент — 0,65×1,1 м, цегла, цемент                        | -<<-                       | -<<-                                                                   | 25 м (Наказ правління культури і туризму від 10.09.09. № 234)            |
| 26.   | 1012                     | -<<-                                                     | Пам'ятник воїнам-односельцям. 1941–1945 рр. | Харківська скульптурна фабрика 1970 р.          | Стела — 2,5х22,0х0,4 м, цегла, цемент                                                | -<<-                       | -<<-                                                                   |                                                                          |
| 27.   | 991                      | с. Левківка Левківської с/р                              | Братська могила радянсь-ких воїнів. Поховано 322 воїни. 1941 р., 1942 р., 1943 р.                                                                   | Харківська скульптурна фабрика 1975 р.          | Скульптура — 2,0 м, мармурова кришка Постамент — 2,5 м, цегла, цемент                | -<<-                       | -<<-                                                                   | 25 м (Наказ правління культури і туризму від 10.09.09. № 234)            |
| 28.   | 992                      | с. Липчанівка Бригадирівської с/р                        | Братська могила радянських воїнів і партизанів. Поховано 8 воїнів. 1941 р., 1942 р., 1943 р.                                                        | Харківська скульптурна фабрика 1953 р.          | Скульптура — 2,6 м, з/б Постамент — 1,86х1,26х1,26 м, цегла, цемент                  | -<<-                       | -<<-                                                                   | 25 м (Наказ правління культури і туризму від 10.09.09. № 234)            |
| 29.   | 993                      | с. Мала Комишуваха Малокомишуваської с/р                 | Братська могила радянських воїнів. Поховано 135 воїнів. 1941 р., 1942 р., 1943 р.                                                                   | Харківська скульптурна фабрика 1957 р.          | Скульптура — 2,6 м, з/б Постамент — 2,4х1,48х1,48 м, цегла, цемент                   | -<<-                       | № 61 від 25.01.72 р.                                                   | 25 м (Наказ правління культури і туризму від 10.09.09. № 234)            |
| 30.   | 971                      | с. Оскіл Оскільської с/р                                 | Місце, де знаходилася Цареборисівська фортеця. к. XVI- поч. XVII ст.                                                                                |                                                 | Стела — 1,8х1,6х1,0 м. Пам'ятний знак — цегла, цемент                                | -<<-                       | -<<-                                                                   | 25 м. Наказ управління культури і туризму ХОДА № 36/1 від 09.02. 2006 р. |
| 31.   | 974                      | -<<-                                                     | Братська могила радянських активістів. 1920 р. | 1957 р.                                         | Обеліск — 2,7х0,7х0,7 м, чавун Постамент — цегла, цемент                             | -<<-                       | -<<-                                                                   | 25 м (Наказ правління культури і туризму від 10.09.09. № 234)            |
| 32.   | 1003                     | -<<-, у центрі села                                      | Братська могила радянських воїнів та могила гвардії генерал-майора Онуфрієва О. О. Поховано 823 воїни. відомі прізвища 798 воїнів. 1941 р., 1943 р. | 1949 р.                                         | Обеліск — 2,3х0,4х0,4 м, бетон Постамент — цегла, цемент                             | -<<-                       | -<<-                                                                   | 25 м (Наказ правління культури і туризму від 10.09.09. № 234)            |
| 33.   | 1002                     | с. Оскіл Оскільської с/р, на сільському кладовищі        | Братська могила радянських воїнів. Поховано 54 воїни. Відомі 6 прізвищ воїнів. 1943 р.                                                              | 1949 р.                                         | Танк Т-70, Постамент — 1,2 м, цегла, цемент                                          | -<<-                       | -<<-                                                                   | 25 м (Наказ правління культури і туризму від 10.09.09. № 234)            |
| 34.   | 1004                     | с. Оскіл Оскільської с/р, у центрі села                  | Братська могила радянських воїнів. Поховано 823 воїни. 1942 р., 1943 р.                                                                             | Харківська скульптурна фабрика 1950 р.          | Скульптура — 2,5 м, з/б Постамент — 3,7 м, цегла, цемент                             | Місцева                    | № 61 від 25.01.72 р.                                                   | 25 м (Наказ правління культури і туризму від 10.09.09. № 234)            |
| 35.   | 985                      | с. Петропілля Заводської с/р                             | Братська могила радянських воїнів і пам'ятний знак воїнам-односельцям. Поховано 387 воїнів. 1941 р., 1942 р., 1943 р. 1941–1945 рр.                 | Харківська скульптурна фабрика 1963 р.          | Скульптура — 2,5 м, з/б Постамент — 1,5 м, цегла, цемент                             | Місцева                    | № 61 від 25.01.72 р.                                                   | 25 м (Наказ правління культури і туризму від 10.09.09. № 234)            |
| 36.   | 2137                     | с. Пимонівка Левківської с/р                             | Братська могила радянських воїнів. Поховано 3 чол. 1943 р.                                                                                          | Харківська скульптурна фабрика 1975 р.          | Обеліск — 1,8х0,6х0,52 м, мармурова кришка                                           | -<<-                       | № 118 від 17.03.86р.                                                   | 25 м (Наказ правління культури і туризму від 10.09.09. № 234)            |
| 37.   | 996                      | с. Придонецьке Заводської с/р                            | Братська могила радянських воїнів. Поховано 150 воїнів. 1942–1943 р.                                                                                | Харківська скульптурна фабрика 1964 р.          | Скульптура — 2,5 м, з/б Постамент — 3,0 м, цегла, цемент                             | -<<-                       | № 61 від 25.01.72р.                                                    | 25 м (Наказ правління культури і туризму від 10.09.09. № 234)            |
| 38.   | 997                      | с. Розсохувате Бугаївської с/р                           | Братська могила радянських воїнів. Поховано 32 воїни. 1942 р., 1943 р.                                                                              | Харківська скульптурна фабрика 1956 р.          | Скульптура — 2,5 м, з/б Постамент — 2,8 м, цегла, цемент                             | -<<-                       | -<<-                                                                   | 25 м (Наказ правління культури і туризму від 10.09.09. № 234)            |
| 39.   | 2138                     | с. Синичине Кам'янської с/р                              | Братська могила радянських воїнів. 1941 р., 1942 р., 1943 р.                                                                                        |                                                 | Скульптура — мармурова кришка Постамент — цегла, цемент                              | -<<-                       | № 118 від 17.03. 86р.                                                  | 25 м (Наказ правління культури і туризму від 10.09.09. № 234)            |
| 40.   | 1005                     | с. Співаківка Заводської с/р                             | Братська могила радянських воїнів і партизанів. Поховано 250 воїнів. 1942 р., 1943 р.                                                               | Харківська скульптурна фабрика 1965 р.          | Скульптура — 2,5 м, з/б Постамент — 1,5 м, цегла, цемент                             | -<<-                       | -<<-                                                                   | 25 м (Наказ правління культури і туризму від 10.09.09. № 234)            |
| 41.   | 998                      | с. Студен ок Студеноцької с/р                            | Братська могила радянських воїнів, серед яких похований Голосов В. І.- Герой Радянського Союзу. Поховано 1287 воїнів. 1941 р., 1942 р., 1943 р.     | Харківська скульптурна фабрика 1959 р.          | Скульптура — 3,0 м, з/б Постамент — 2,0х1,5х1,5 м, цегла, цемент                     | -<<-                       | № 61 від 25.01.72р.                                                    | 25 м (Наказ правління культури і туризму від 10.09.09. № 234)            |
| 42.   | 999                      | с. Суха Кам'янка Кам'янської с/р                         | Братська могила радянських воїнів. Поховано 1708 воїнів. 1941 р., 1942 р., 1943 р.                                                                  | Харківська скульптурна фабрика 1954 р.          | Скульптура — 3,3 м, з/б Постамент — 2,4х2,3х2,3 м, цегла, цемент                     | -<<-                       | -<<-                                                                   | 25 м (Наказ правління культури і туризму від 10.09.09. № 234)            |
| 43.   | 1852                     | с. Топольське Малокомишуваської с/р                      | Пам'ятник воїнам-односельцям. 1941–1945 рр. | 1969 р.                                         | Стела — 2,5х3,0х0,5 м, цегла, цемент                                                 | -<<-                       | № 328 від 23.05.83р.                                                   |                                                                          |
| 44.   | 1000                     | с. Федорівка Бригадирівської с/р                         | Братська могила радянських воїнів. Поховано 30 воїнів. 1942 р.                                                                                      | Харківська скульптурна фабрика 1965 р.          | Скульптура — 2,5 м, з/б Постамент — 2,9х1,3х1,3 м, цегла, цемент                     | -<<-                       | № 61 від 25.01.72р.                                                    | 25 м (Наказ правління культури і туризму від 10.09.09. № 234)            |
| 45.   | 1007                     | с. Чорнобаївка Олександрівської с/р                      | Братська могила радянських воїнів і пам'ятний знак воїнам-односельцям. Поховано 20 воїнів. 1943 р., 1941–1945 рр.                                   | Харківська скульптурна фабрика 1959 р.          | Скульптура — 2,5 м, з/б Постамент — 3,0х2,6х2,6 м, цегла, цемент                     | -<<-                       | -<<-                                                                   | 25 м (Наказ правління культури і туризму від 10.09.09. № 234)            |
| 46.   | 1006                     | с. Чистоводівка Чистоводівської с/р                      | Братська могила радянських воїнів і пам'ятний знак воїнам-односельцям. Поховано 6 воїнів. 1942 р., 1943 р., 1941–1945 рр.                           | Харківська скульптурна фабрика 1978 р.          | Скульптура — 2,5 м, з/б Постамент — 1,85х1,1х1,1 м, цегла, цемент                    | -<<-                       | -<<-                                                                   | 25 м (Наказ правління культури і туризму від 10.09.09. № 234)            |
| 47.   | 1001                     | с. Щасливе Іванчуківської с/р                            | Братська могила радянських воїнів. Поховано 35 воїнів. 1942 р., 1943 р.                                                                             | Харківська скульптурна фабрика 1952 р.          | Скульптура — 2,3 м, з/б Постамент — 3,5 м, цегла, цемент                             | -<<-                       | -<<-                                                                   | 25 м (Наказ правління культури і туризму від 10.09.09. № 234)            |
| 48.   | 1008                     | с. Яремівка Студеноцької с/р                             | Братська могила радянських воїнів. Поховано 1754 воїнів. 1941 р., 1942 р., 1943 р.                                                                  | Харківська скульптурна фабрика 1959 р.          | Скульптура — 2,5 м, з/б Постамент — 4,0 м, цегла, цемент                             | -<<-                       | -<<-                                                                   | 25 м (Наказ правління культури і туризму від 10.09.09. № 234)            |
|       |                          |                                                          | |                                                 |                                                                                      |                            |                                                                        |                                                                          |

## Джерело
Лист Харківської Облдержадміністрації на запит ВМ УА від 28 березня 2012. Файли доступні на сайті конкурсу WLM [Архівовано 26 березня 2018 у Wayback Machine.].